# Daniel Ludwig von Crousaz
Daniel Noah Louis von Crousaz (* 29. September 1746 in Corsier-sur-Vevey; † 18. November 1811 in Grünberg (Schlesien)) war ein preußischer Generalmajor, Chef des Infanterieregiments Nr. 39, Kommandant von Posen sowie Erbherr auf Kriechen und Groß Nädlitz.

## Leben

### Herkunft
Er entstammte der alten ursprünglich waadtländischen Adelsfamilie von Crousaz und war der Sohn von Jean-Franois Gamalie, Kastlan von Corsier (1715–1765) und dessen Ehefrau Francoise Louise, geborene de Montet.

### Militärkarriere
Crousaz ging 1760 in königlich sardische Dienste und kam dort in das Regiment „de Montfort“, wo bereits sein Onkel Daniel de Crousaz (1694–1761) diente. Am 7. April 1766 wechselte er in preußische Dienste und wurde 1773 Kapitän sowie Kompaniechef im Infanterieregiment „von Rossieres“. 1778 wurde er Major.
Er machte den bayrischen Erbfolgekrieg mit und erhielt 1786 das schlesische Inkolat. Im Jahr 1787 wurde Crousaz Oberstleutnant und 1793 Chef des Infanterieregiments „von Könitz“. Während des Ersten Koalitionskrieges befand er sich mit dem Regiment bei der Belagerung von Mainz. Im Jahr 1793 erhielt Crousaz den Orden Pour le Mérite und wurde im folgenden Jahr zum Generalmajor ernannt. 1796 wurde er Kommandant von Posen und ging 1800 in Pension. Crousaz zog sich auf seine Güter zurück, wo er 1811 starb.

### Familie
Verheiratet war Crousaz mit Luise von Aretin († 1790). Aus der Ehe sind drei Töchter hervorgegangen:
- Luise

⚭0I Prediger Müller
⚭ II Prediger Wegner
- Friederike Marianne (* 1783) ⚭ 1811 Karl Samuel von Herford, Landesgerichtsrat in Frankfurt (Oder)
- Henriette Karoline ⚭ Friedrich Philipp Ernst von Lagerstroem († 1806), Kapitän im Infanterieregiment Nr. 39

## Bemerkungen
1. ↑  Nach Priesdorff (Lit.) soll er im Jahr 1744 geboren sein.

| Personendaten    | Personendaten                                                                                |
| ---------------- | -------------------------------------------------------------------------------------------- |
| NAME             | Crousaz, Daniel Ludwig von                                                                   |
| ALTERNATIVNAMEN  | Crousaz, Daniel Noé de; Crousaz-Corsier, Daniel Noe Louis de; Crousaz, Daniel Noah Louis von |
| KURZBESCHREIBUNG | preußischer Generalmajor, Chef des Infanterieregiments Nr. 39, Kommandant von Posen          |
| GEBURTSDATUM     | 29. September 1746                                                                           |
| GEBURTSORT       | Corsier-sur-Vevey                                                                            |
| STERBEDATUM      | 18. November 1811                                                                            |
| STERBEORT        | Grünberg (Schlesien)                                                                         |